# Peinture de bambous

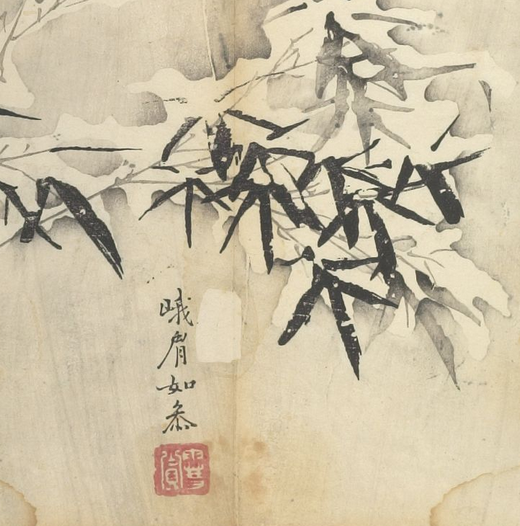
Hu Zhengyan, Bambous sous la neige.

Les œuvres de  peinture de bambous, habituellement à l'encre, sont un motif, ou sous-genre, reconnu de la peinture de l'Asie de l'Est. Dans une œuvre de bambou peinte à l'encre, un artiste et  calligraphe habile représente une tige ou un groupe de tiges de  bambous avec des feuilles. Le contraste entre le premier plan et le fond, et entre les  textures variables représentées par les tiges et les feuilles, donne au peintre la possibilité de démontrer sa maîtrise du pinceau et de l'encre.
Une peinture de bambous est souvent accompagnée d'un poème qui explicite davantage le motif. Le poème fait souvent partie intégrante de l'œuvre dans son ensemble. En observant une telle œuvre, on peut comparer la calligraphie du poème avec celle de la peinture, car les deux sont généralement tracées avec le même pinceau et reflètent un état d'esprit similaire.
Un manuel d'initiation à la peinture de bambous classique en Asie orientale est le « Manuel de calligraphie et de peinture du studio des dix bambous » de Hu Zhengyan (1633). En raison de l'importance que les peintures de bambous avaient prise au fil du temps, la production d'un tel travail à l'encre était devenue un sujet standard auquel un étudiant de l'Asie de l'Est pouvait être soumis lors d'un concours impérial.